# Dan Lemmon
Dan Lemmon (...) è un effettista neozelandese.
Per il suo lavoro di supervisore agli effetti visivi per la Weta Digital nel film Il libro della giungla ha vinto un premio Oscar ai migliori effetti speciali e un premio BAFTA ai migliori effetti speciali nel 2017. È stato candidato agli stessi premi come supervisore agli effetti visivi nel 2012 per il suo lavoro in L'alba del pianeta delle scimmie, nel 2015 per Apes Revolution - Il pianeta delle scimmie e nel 2018 per The War - Il pianeta delle scimmie.
Inizia a lavorare per la Digital Domain nel film Il quinto elemento del 1997.

## Filmografia parziale
- Titanic, regia di James Cameron (1997)
- Fight Club, regia di David Fincher (1999)
- Avatar, regia James Cameron (2009) - supervisore agli effetti visivi per la Weta Digital
- L'alba del pianeta delle scimmie (Rise of the Planet of the Apes), regia di Rupert Wyatt (2011) - supervisore agli effetti visivi
- L'uomo d'acciaio (Man of Steel), regia di Zack Snyder (2013) - supervisore agli effetti visivi per la Weta Digital
- Apes Revolution - Il pianeta delle scimmie (Dawn of the Planet of the Apes), regia di Matt Reeves (2014) - supervisore agli effetti visivi
- Il libro della giungla (The Jungle Book), regia di Jon Favreau (2016) - supervisore agli effetti visivi per la Weta Digital
- The War - Il pianeta delle scimmie (War for the Planet of the Apes), regia di Matt Reeves (2017)
- The Batman, regia di Matt Reeves (2022)
- Un film Minecraft, regia di Jared Hess (2025)